# Poecilopsis cuprea
Poecilopsis cuprea är en fjärilsart som beskrevs av Harrison. Poecilopsis cuprea ingår i släktet Poecilopsis och familjen mätare. Inga underarter finns listade i Catalogue of Life.